# Arfa Karim
Arfa Karim Randhawa (urdu: ارفع کریم رندھاوا‎) (ur. 2 lutego 1995 w Ram Diwali, zm. 14 stycznia 2012 w Lahore) – pakistańska programistka.  W wieku 9 lat w 2004 roku była najmłodszą osobą, która zdobyła tytuł Microsoft Certified Professional.
Była wielokrotnie wyróżniania pakistańskimi nagrodami państwowymi, zdobyła między innymi Fatimah Jinnah Gold Medal, Salaam Pakistan Youth Award i jedno z najwyższych pakistańskich odznaczeń cywilnych Pride of Performance.
22 grudnia 2011 po napadzie padaczkowym została przewieziona do szpitala w krytycznym stanie, zmarła 14 stycznia 2012.